# Homer Taylor
Homer Slate Taylor (Leyden, 19 agosto 1851 – Greenfield, 7 gennaio 1933) è stato un arciere statunitense.
Partecipò alle gare di tiro con l'arco ai Giochi olimpici di Saint Louis 1904. Ai Giochi, Taylor giunse settimo nella gara di doppio York, decimo nella gara di doppio americano e quarto nella gara a squadre.
Taylor fu più volte campione nazionale di tiro con l'arco e perciò fu introdotto nella Archery Hall of Fame.